# Buimer, Trosteaneț
Buimer (în ucraineană Буймер) este localitatea de reședință a comunei Buimer din raionul Trosteaneț, regiunea Sumî, Ucraina.

## Demografie
Componența lingvistică a localității Buimer
     Ucraineană (96,38%)
     Rusă (3,62%)
Conform recensământului din 2001, majoritatea populației localității Buimer era vorbitoare de ucraineană (96,38%), existând în minoritate și vorbitori de rusă (3,62%).